# Sint-Gillis-Waas
Sint-Gillis-Waas (fr. Saint-Gilles-Waes) – miejscowość i gmina w Belgii, w Regionie Flamandzkim, w prowincji Flandria Wschodnia, w okręgu Sint-Niklaas. 1 stycznia 2024 r. liczyła 20 144 mieszkańców.

## Podział administracyjny
W skład gminy wchodzą trzy dzielnice (deelgemeente):
- De Klinge (La Clinge)
- Meerdonk
- Sint-Pauwels (Saint-Paul)

## Współpraca
Miejscowość partnerska:
- Águeda, Portugalia